# Josef Harpe
Josef Harpe (ur. 21 września 1887 w Buer, Cesarstwo Niemieckie, zm. 14 marca 1968 w Norymberdze, RFN) – niemiecki wojskowy i szkoleniowiec, generał pułkownik, dowódca grup armii „Północna Ukraina” i „A”. Weteran I i II wojny światowej.

## Życiorys
Urodził się w miejscowości Buer w pobliżu Recklinghausen. W 1909 roku wstąpił do wojska, służąc w charakterze kandydata na oficera w 56. Pułku Piechoty „Vogel von Falkenstein”. W 1913 roku został adiutantem III batalionu 56 pułku piechoty, a w 1914 roku dowódcą 5 kompanii, a następnie adiutantem 56 pułku piechoty. W składzie tego pułku brał udział w I wojnie światowej. W 1916 roku został ranny. Pod koniec I wojny światowej został oficerem do zleceń dowódcy VII Korpusu i funkcję tę pełnił do jej zakończenia.
Po zakończeniu I wojny światowej pozostał w wojsku wstępując do Reichswehry i dniu 1 października 1919 roku został szefem sztabu 3 Brygady Reichswehry. Następnie pełnił szereg funkcji dowódczych i sztabowych w różnych oddziałach Reichswehry. W tym też czasie zaczął się zajmować motoryzacją wojska, w latach 1931–1933 przebywał w ZSRR, gdzie zapoznawał się z systemem wojsk zmechanizowanych i pancernych.
W dniu 1 listopada 1933 roku po utworzeniu Wehrmachtu został instruktorem w obozie treningowym wojsk zmotoryzowanych w Zossen, pełnił tam służbę do 1935 roku. Następnie został dowódcą 12. Pułku Strzelców Górskich, a do 15 października 1935 roku dowódcą 3. Pułku Pancernego.
W dniu 1 sierpnia 1939 roku został dowódcą 1 Brygady Pancernej i jak jej dowódca bierze udział w ataku na Polskę. Następnie w marcu 1940 roku został dowódcą szkoły wojsk pancernych w Wünsdorf. W dniu 5 października 1940 roku został dowódcą 2 Dywizji Piechoty, którą przekształcił w 12 Dywizję Pancerną. Dowodził tą dywizją w trakcie ataku na ZSRR. W styczniu 1942 roku został dowódcą XXXXI Korpusu Pancernego, którym dowodził do 1943 roku, w tym czasie dwukrotnie pełnił obowiązki dowódcy 9 Armii. W listopadzie 1943 roku został dowódcą 9 Armii, a od 1 maja 1944 roku dowódcą 4 Armii Pancernej. We wrześniu 1944 roku został dowódcą Grupy Armii „Północna Ukraina”, a następnie Grupy Armii „A”, funkcję tę pełnił do 17 stycznia 1945 roku, kiedy został odwołany ze stanowiska za klęskę podległych mu wojsk w rejonie przyczółka baranowsko-sandomierskiego. Do 9 marca 1945 roku pozostawał w dyspozycji OKH.
W dniu 9 marca 1945 roku został dowódcą 5 Armii Pancernej, funkcję tę pełnił do 17 kwietnia 1945 roku, kiedy dostał się do niewoli amerykańskiej w Zagłębiu Ruhry. W obozie jenieckim przebywał do 14 kwietnia 1948 roku.
Zmarł w 1968 roku w Norymberdze.

## Awanse
- Kandydat na oficera (Fahnenjunker-Unteroffizier) (1910)
- chorąży (Fähnrich) (1910)
- podporucznik (Leutnant) (1911)
- porucznik (Oberleutnant) (1915)
- kapitan (Hauptmann) (1918)
- major (Major) (1931)
- podpułkownik (Oberstleutnant) (1934)
- pułkownik (Oberst) (1937)
- generał major (Generalmajor) (30 sierpnia 1940)
- generał porucznik (Generalleutnant) (15 stycznia 1942)
- generał wojsk pancernych (General der Panzertruppe) (1 czerwca 1942)
- generał pułkownik (Generaloberst) (20 maja 1944)

## Odznaczenia
- Krzyż Rycerski Krzyża Żelaznego (13 sierpnia 1941)
- Krzyż Rycerski Krzyża Żelaznego z Liśćmi Dębu (31 grudnia 1941)
- Krzyż Rycerski Krzyża Żelaznego z Liśćmi Dębu i Mieczami (15 września 1943)
- Krzyż Niemiecki (19 lutego 1943)
- Krzyż Żelazny kl. I (1915)
- Krzyż Żelazny kl. II (1914)
- Czarna Odznaka za Rany